# E un'altra cosa...
E un'altra cosa... è un romanzo di Eoin Colfer. È considerato il sesto volume della serie Guida galattica per gli autostoppisti, sebbene non scritto da Douglas Adams. È stato edito nel 2009 in lingua originale e tradotto in italiano l'anno dopo.

## Trama
Praticamente innocuo non conclude la saga di Arthur Dent e del suo amico Ford Prefect, poiché qualcuno ha qualcosa in serbo per i due, per i loro eterni compagni di viaggio Zaphod Beeblebrox e Tricia McMillan, e per la figlia di Tricia, Random. Dopo che tutti tranne Zaphod, che è in viaggio per la galassia, si risvegliano in una dimensione virtuale e ne escono cinque minuti prima che i Grebulon, alieni pagati dai Vogon, diano inizio alla distruzione della Terra, vengono salvati da Zaphod con la sua astronave, e, quando questa non riesce a scappare, sono aiutati da Wowbagger, un alieno verde reso immortale da un incidente causato da due elastici sacri. Visto che l'immortale vuole morire, per ringraziarlo Zaphod promette di farlo uccidere da Thor. 
Il dio vive sul pianeta di Ásgarðr, dove Zaphod si fa scaricare, da solo per non mettere in pericolo gli amici. Arthur scopre che alcuni umani si sono salvati dalla distruzione della Terra scappando dal pianeta qualche tempo prima grazie all'aiuto di Zaphod e rifugiandosi sul piccolo e sperduto pianeta Nano, e fa recare Wowbagger verso la colonia. Anche i Vogon vengono a conoscenza della colonia e vi si dirigono per distruggerla di persona. Zaphod convince Thor ad uccidere l'immortale, che si trova su Nano. Il dio rende Wowbagger mortale legando gli elastici che avevano reso l'alieno immortale, ma non lo uccide. Wowbagger e Tricia scappano sull'astronave dell'alieno, per vivere insieme il resto delle loro vite.
Qualche tempo dopo, Random viene assunta come segretaria del capo del pianeta, Zaphod va a far visita al nuovo Presidente galattico, Ford resta su Nano per scrivere un articolo per la Guida Galattica, e Arthur parte per un viaggio, durante il quale però, a causa di un incidente durante un salto nell'iperspazio, viene sbalzato sulla spiaggia dove viveva nella realtà virtuale, concludendo così la sua epopea.

## I romanzi della Guida
- Guida galattica per gli autostoppisti, Urania N. 843, 1980 (The Hitchhiker's Guide to the Galaxy, 1979).
- Ristorante al termine dell'Universo, Urania N. 968, 1984 (The Restaurant at the End of the Universe, 1980).
- La vita, l'universo e tutto quanto, Urania N. 973, 1984 (Life, the Universe and Everything, 1982).
- Addio e grazie per tutto il pesce, Urania N. 1028, 1986 (So Long, and Thanks for All the Fish, 1984).
- Praticamente innocuo, Urania N. 1209 (Mostly Harmless, 1992).
- E un'altra cosa..., Strade Blu, 2010 (And Another Thing..., 2009).